# Сторони світу

Сторони світу

Сто́рони сві́ту — це 4 основні географічні напрямки: північ, південь, захід, схід.
За допомогою цих сторін світу визначають географічні координати.
Походження назв пов'язане із сонцем.
Північ і південь визначають відносно полюсів, а схід і захід відносно обертання землі навколо своєї осі.
Також сторони світу мають різне символічне значення у релігіях та звичаях різних народів. Наприклад християни та мусульмани будують свої храми престолом лише на схід.
Сторони світу допомагає визначити прилад компас, який завжди вказує на північ.

## Розташування напрямків

### Магнітний компас
Земля має магнітне поле, яке приблизно вирівняно з її віссю обертання. Магнітний компас — це пристрій, який використовує це поле для визначення основних напрямків. Магнітні компаси широко використовуються, але вони не відрізняються великою точністю. Північний полюс магнітної стрілки вказує на географічний північний полюс Землі. Це тому, що географічний північний полюс Землі лежить дуже близько до Північного магнітного полюса Землі, але з фізичного погляду цей полюс є «південним». Цей магнітний полюс Землі, розташований під кутом 17 градусів до географічного північного полюсу, притягує північний полюс магнітної стрілки.

### Гірокомпас
В самому кінці 19-го століття, у відповідь на розробку лінійних кораблів з великими гарматними баштами, які впливали на магнітні компаси, і, можливо, щоб уникнути необхідності чекати ясну погоду вночі, щоб точно перевірити свою орієнтацію на істинну північ, гірокомпас був розроблений для використання на борту великих кораблів. Оскільки він орієнтований на істинний, а не на магнітний північний полюс, він несприйнятливий до перешкод від локальних або бортових магнітних полів. Основним недоліком гірокомпоса є його дорожнеча, а також необхідність постійного живлення для двигунів компаса, після виключення живлення і його повторного включення йому потрібен певний час, щоб правильно встановиться.

## Орієнтування за сторонами світу
Навичка орієнтування на місцевості може стати в пригоді не тільки завзятим мандрівникам, але і звичайним людям, що потрапили в екстремальну ситуацію. Знаючи способи визначення сторін світу, можна легко відшукати потрібний напрямок без компаса.
Способи орієнтування (інструкція)
1 - 
Візьміть годинник і направте його маленьку стрілку на сонце. Кут, який утворює стрілка і цифра 1 на циферблаті, лінією подумки розділіть навпіл. Вона і вкаже вам напрямок: попереду буде південь, а ззаду — північ. Пам'ятайте про те, що до 13 години дня потрібно ділити кут зліва, а в другу половину дня — кут, що знаходиться праворуч.
2 - 
Подивіться на сонце опівдні: в цей час в будь-який час року воно буде знаходитися в південному напрямку. О 13 годині подивіться на коротку тінь від предметів. Її напрямок підкаже вам, де північ. Сонце знаходиться на сході в 7:00 ранку з лютого по квітень і з серпня по жовтень. В ці ж місяці ви можете побачити його в 19 години на заході. З травня по липень в 8:00 ранку сонце можна спостерігати на сході, о 18 годині — на заході.
3 - 
Знайдіть вночі сузір'я Великої Ведмедиці. Воно являє собою ківш, утворений з семи яскравих зірок. Подумки проведіть лінію через дві крайні праві зірки. На цій лінії п'ять разів відлічите відстань, рівну проміжку між цими зірками. Таким чином ви знайдете Полярну зірку, що знаходиться в хвості сузір'я Малої Ведмедиці. Встаньте лицем до Полярної зірки. Вона вкаже вам на північ.
4 - 
Звертайте увагу на навколишні вас споруди. У лютеранських і християнських церков дзвіниці обернені на захід, каплиці і вівтарі — на схід. Підведений край нижньої перекладини хреста, що знаходиться на куполі православної церкви, дивиться на північ, опущений — на південь. У католицьких костелах вівтарі розміщують на західній стороні. Якщо поблизу знаходиться єврейська синагога або мусульманська мечеть, знайте, що їх двері звернені на північ. Фасади буддійських монастирів і пагод дивляться на південь. У тому ж напрямку зазвичай роблять вихід з юрт. У сільських будинках більшість вікон прорубують з південної сторони. Фарба на їх зовнішніх стінах вицвітає більше з південної сторони.

## Сторони світу і напрямки в давнину
Сторони світу і напрямки були детально опрацьовані в середньовіччі. Наводимо уривок з праці Георга Агріколи De Re Metallica (1556 р.), який саме присвячений цій темі:

| …ділять кожну сторону світу на шість частин, отримуючи таким чином 24 напрями, які вони двічі позначають 12 цифрами. Ці напрямки їм вказує прилад, що влаштований таким чином. Спочатку креслять коло, потім проводять через середню точку8 на однаковій відстані один від одного 12 прямих ліній, що з'єднують точки на протилежних сторонах кола (греки називають їх «діаметрами», латиняни — «діаментіентес»). Прямі розділяють коло на 24 рівні між собою частини. Потім в коло вписують три інших кола і на зовнішньому колі наносять поділки для 24 напрямів. У простір між зовнішнім колом і наступним за ним вписують двічі по 12 цифр. Внутрішнє коло має заглиблення для магнітної стрілки. Напрям стрілки збігається з діаметром, позначеним з одного і з іншого боку цифрами 12. Оскільки магнітна стрілка встановлюється точно у напрямку з півночі на південь9, цифра 12 у роздвоєного кінця стрілки означає північ, а цифра 12 у вістря стрілки — південь. Цифра 6 з лівого боку означає схід, а така ж цифра праворуч — захід10. Крім того, між двома головними напрямами є по п'ять другорядних напрямів. З них кожна з двох пар належить до найближчого головного напряму, а п'ятий, що пролягає між цими парами напрям, ділиться навпіл, причому одна половина його належить до одного головного напряму, а друга — до іншого. Так, наприклад, між позначками 12 Північ і 6 Схід знаходяться цифри 1, 2, 3, 4, 5, з яких 1 і 2 утворюють північні напрями зі східним схиленням, 4 і 5 — східні напрями з північним схиленням, а 3 належить наполовину до півночі і наполовину до сходу. |
Див. також Чотири образи [сторони світу] у китайській космології.